# Boasjön, Västmanland
Boasjön är en sjö i Västerås kommun i Västmanland och ingår i Norrströms huvudavrinningsområde. Boasjön ligger i Askö-Tidö Natura 2000-område.